# Fontaine Roesselmann
Pour les articles homonymes, voir Roesselmann.
La fontaine Roesselmann est un monument érigée en 1888 par le sculpteur français Auguste Bartholdi (1834-1904) à Colmar, dans le département français du Haut-Rhin.

## Localisation
L'édifice est situé place des Six-Montagnes-Noires à Colmar.

## Historique
Elle représente le prévôt Jean Roesselmann, qui perdit la vie en défendant Colmar à la Porte de Bâle contre les convoitises de l'évêque de Strasbourg en 1262, à la suite de l'incursion de l'évêque Walter de Geroldseck.
Il est à noter que les traits du visage de cette statue sont ceux d'un autre « résistant », le maire de Colmar Hercule Jean-Baptiste de Peyerimhoff, qui contesta l'annexion de l'Alsace après la défaite française de 1871 et fut contraint de démissionner. La statue est déboulonnée en 1943 pour être fondue. Elle est retrouvée gravement endommagée au port du Rhin, restaurée et réinstallée en 1945.

## Architecture
Cette fontaine a été érigée par Bartholdi en 1888,.
C'est un monument en pierre blanche orné de quatre poissons en bronze servant de déversoirs. Il s'inspire de la forme polylobée des fontaines gothiques.
La statue est construite en bronze.

## Autres œuvres du sculpteur à Colmar
- Fontaine Schwendi
- Monument Hirn
- Monument à l'amiral Bruat
- Monument au général Rapp
- Monument à Martin Schongauer
- Les grands Soutiens du monde
- Statue du tonnelier alsacien
- Statue du petit vigneron